# São José de Ubá
São José de Ubá este un oraș în unitatea federativă Rio de Janeiro (RJ), Brazilia.